# Qimiq
QimiQ (Kunstwort aus englisch Quick Milk) ist ein von der HAMA Foodservice GmbH patentiertes Milchprodukt aus 99 % Obers und 1 % Gelatine (Rind), vertrieben vom gleichnamigen Familienunternehmen mit Sitz in Hof bei Salzburg am Fuschlsee.

## Geschichte
QimiQ wurde 1995 von Hans Mandl und Rudolf Haindl erfunden.

## Auszeichnungen
QimiQ wurde 2003 von der International Travel Catering Association mit dem Mercury Award ausgezeichnet, erhielt 2004 den ICD-Award und wurde mit dem AMA-Gütesiegel ausgezeichnet.